# Bartolomeo Montagna
Bartolomeo Cincani detto "il Montagna" (Orzinuovi, 1449/1450 – Vicenza, 1523) è stato un pittore italiano, cittadino della Repubblica di Venezia.

## Biografia
Figlio di Antonio Cincani di Orzinuovi (Brescia), trasferitosi a Vicenza poco prima del 1450, Bartolomeo apprese ben presto i canoni dell'arte del Mantegna in quel di Padova; successivamente, nel 1469, egli mosse verso Venezia, dove ebbe modo di prendere contatto diretto con alcune opere di Giovanni Bellini, autore destinato ad esercitare su di lui un'influenza notevole, rilevabile già nei lavori eseguiti poco dopo il 1474, anno del suo ritorno a Vicenza: di particolare interesse soprattutto tre dipinti che rappresentano la Madonna col Bambino, conservati rispettivamente ad Oxford, nella pinacoteca civica di Palazzo Chiericati di Vicenza e nel museo civico di Belluno, dove la plasticità solida e robusta del Mantegna si stempera in una delicatezza di contorni di matrice belliniana.

### Percorso artistico

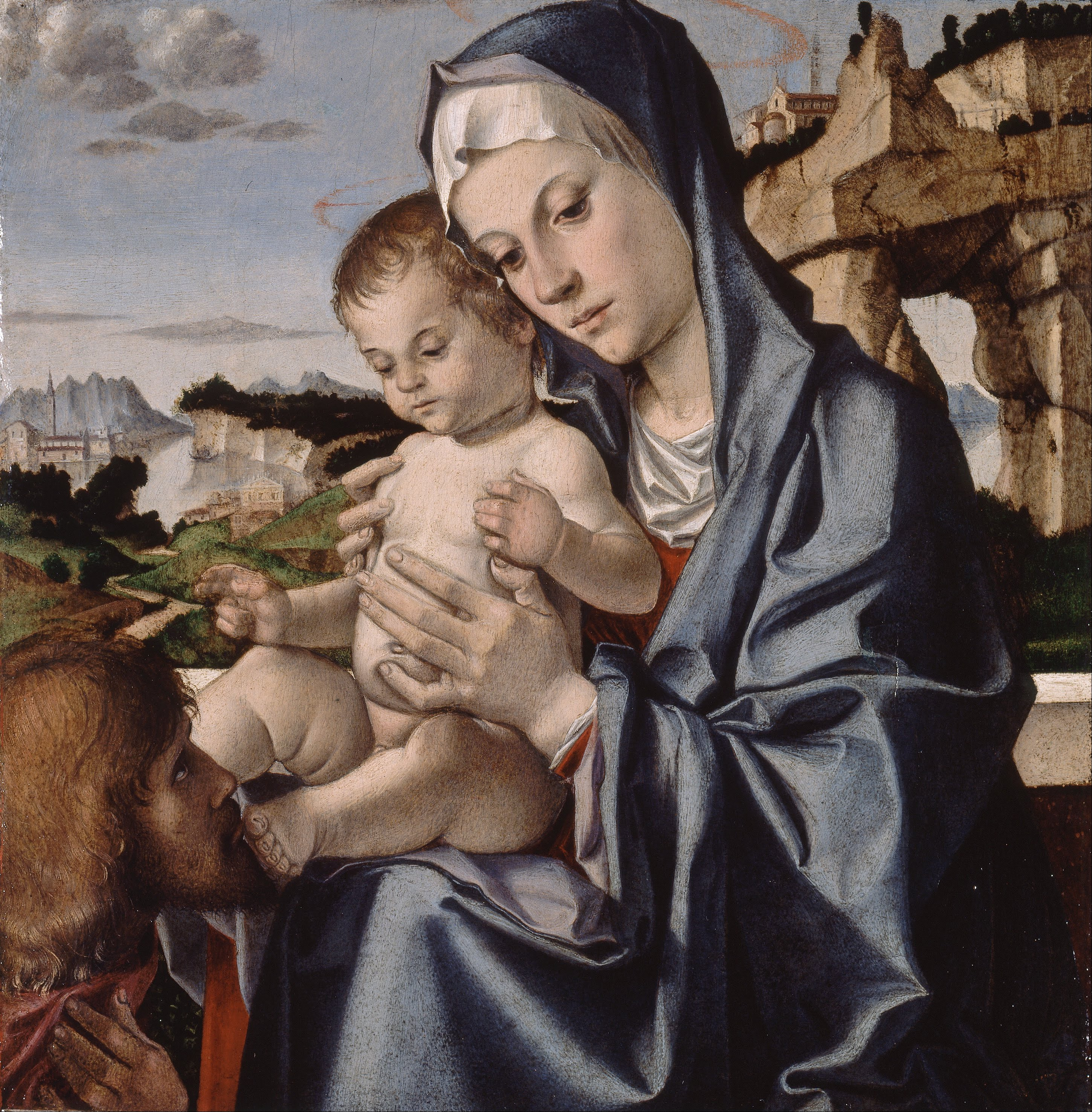
Vergine con il Bambino ed un Santo, Walker Art Gallery, Liverpool.

Ben presto, però, il Montagna si accostò all'arte di Antonello da Messina, cogliendovi specialmente il dominio prospettico dello spazio e la definizione rigorosa dei volumi, ottenuta grazie all'azione della luce. Gli effetti si notano già nella severa, imponente Madonna col Bambino tra i Santi Rocco e Sebastiano dell'Accademia Carrara di Bergamo, probabilmente del 1482, e risultano ancor più evidenti in alcuni dipinti, databili probabilmente tra il 1483 e il 1485, conservati nella pinacoteca civica di Vicenza: la Madonna col Bambino tra le Sante Monica e Maddalena, la Madonna col Bambino tra i Santi Onofrio e Giovanni Battista e la Pala grande di San Bartolomeo.
In queste opere il nitore preciso delle forme, l'equilibrata disposizione delle masse, la monumentalità della composizione rimandano alla lezione di Antonello, filtrata e interpretata dai lavori di Alvise Vivarini, pittore che lo precede solo di qualche anno in analoghe esperienze artistiche.
Vi si può ravvisare il segno di una raggiunta maturità artistica nell'armonia compositiva tra l'imponenza delle costruzioni 
architettoniche e l'austerità dei personaggi.

### Evoluzione di fine Quattrocento
Del 1485 circa è la Madonna Merton di Maidenhead, che colpisce per la sommessa tenerezza dei volti e prelude a una nuova fase che già dal 1490 porterà il Montagna a riaccostarsi ai maestri veneziani e segnatamente al Bellini, anche grazie al contributo dato dai primi lavori di Cima da Conegliano. Lo evidenziano la ricerca di sperimentazione prospettica, la riduzione del peso delle strutture architettoniche in primo piano, una più dolce caratterizzazione dei personaggi accompagnata da una più complessa trama luminosa.
All'ultimo decennio del Quattrocento appartengono la Madonna col Bambino ed i Santi Giovanni Battista e Francesco della Collezione Cini, il Noli me tangere della Gemaldegalerie di Berlino in cui si accentua l'irrigidimento delle forme, i Santi Giovanni e Paolo del Museo Poldi Pezzoli di Milano, il San Pietro e il donatore delle Gallerie dell'Accademia di Venezia, dove la figura del santo balza imponente da uno sfondo urbano che ne esce ridimensionato e la grandiosa tela della Madonna ed il Bambino tra i Santi Andrea, Monica, Orsola e Sigismondo della Pinacoteca di Brera di Milano, firmata e datata 1499, con raffinati accordi di colore.
La pinacoteca milanese conserva anche il San Girolamo nel deserto, di inizio Cinquecento, dove il santo viene rappresentato in atteggiamento di meditazione contemplativa da un altopiano che si affaccia su un paesaggio di grande suggestione.
Pressoché contemporanea è la Pietà del Santuario di Monte Berico (Vicenza) pervasa da una luce fredda e tagliente che accentua la tragicità della scena: nel compianto, a cui partecipano San Giuseppe, San Giovanni e Maria Maddalena in atteggiamento attonito con sguardi smarriti, si notano echi di reminiscenze nordiche e ferraresi. Del 1500-1507 circa è il Cristo portacroce alla Pinacoteca civica di Vicenza, una delle opere qualitativamente più elevate del pittore.
Databile intorno al 1505 è invece il San Pietro benedicente della Galleria dell'Accademia di Venezia, dove la figura del santo balza, austera e vigorosa, da uno sfondo urbano che garantisce una mirabile sintesi tra figura umana, architettura e ambiente.
Personalità eclettica, particolarmente attenta ai nuovi sviluppi della tecnica pittorica, il Montagna ha comunque saputo rielaborare, nella sua piena maturità, i suggerimenti provenienti dai grandi contemporanei, facendone una sintesi arricchita da una propria visione artistica. La sua copiosa produzione, in parte andata perduta, presenta i tratti di una definita fisionomia, ad eccezione di quella più tarda, in cui il tentativo di far propri alcuni aspetti dell'opera di Tiziano - significativa al riguardo la sua collaborazione agli affreschi della scuola del Santo a Padova nel 1512 - ha sortito esiti insoddisfacenti, anche per l'intervento di aiuti, come quello di Girolamo di Stefano d'Alemagna e del figlio Benedetto.